# Terminal Autobuses de Orizaba
La Terminal Autobuses de Orizaba es más conocido como la Terminal de Autobuses ADO Orizaba. Ofrece los servicios de primera, y lujo de los siguientes Autobuses de Oriente (ADO), Ómnibus Cristóbal Colón, y ADO GL.

## Ubicación
Está ubicado en la Calle Oriente 6 entre Sur 11 y Sur 13 a un lado de la Iglesia de los Dolores. y el más cercano son los hoteles y entre ellos esta el Hotel Holiday Inn Orizaba.

## Historia
El 27 de noviembre de 1999 fue puesta en servicio la Terminal de Autobuses de Orizaba TAORI, Grupo ADO da respuesta a una de las necesidades más sentidas de la comunidad de aquella ciudad, ya que la anterior terminal ya no era funcional dados los grandes cambios del autotransporte en los últimos años. algo importante fue la decisión de mantener la terminal en el mismo sitio, dada su ubicación estratégica cerca del centro de la ciudad, y solo adquirir los predios vecinos para la ampliación. así mientras una bodega vecina fue habilitada provisionalmente como terminal, se demolió el antiguo edificio y ahí mismo fue construido el nuevo, el cual cuenta con todos los servicios como son: estacionamiento para pasajeros, taquillas, sala de espera de primera clase, dulcería, guarda equipaje, sanitarios plus, 9 andenes, dormitorios para conductores, etc.

## Especificaciones de la terminal
- Número de andenes: 9
- Espacio de aparcamientos de autobuses:
- Superficie total de la terminal:
- Número de taquillas: 8
- Número de locales comerciales:
- Salas de espera: 1

| Líneas de Autobuses      | Destinos |
| ------------------------ | --- |
| Autobuses de Oriente ADO | Acayucan, Agua Dulce, Bacalar, Campeche, Cancún, Cárdenas, Carrillo Puerto, Chetumal, CDMX TAPO, CDMX Norte, Ciudad Mendoza, Ciudad del Carmen, Coatzacoalcos, Córdoba, Cosamaloapan, Coscomatepec, Escárcega, Fortín de Las Flores, Huatusco, Loma Bonita, Mérida CAME, Minatitlán, Oaxaca, Palenque, Pichucalco, Playa del Carmen, Puebla CAPU, Santa Cruz, Tehuacán, Tierra Blanca, Tlalnepantla, Tres Valles, Tulum, Tuxtepec, Veracruz CAVE, Veracruz Norte, Villa Isla, Villahermosa, Xalapa, Xpujil. |
| ADO GL                   | Cancún, Coatzacoalcos, Córdoba, CDMX TAPO, CDMX Aeropuerto Llegadas Internacionales, Minatitlán. |

## Transporte Público de pasajeros
- Servicios de Taxi